# Hopkinton, Rhode Island

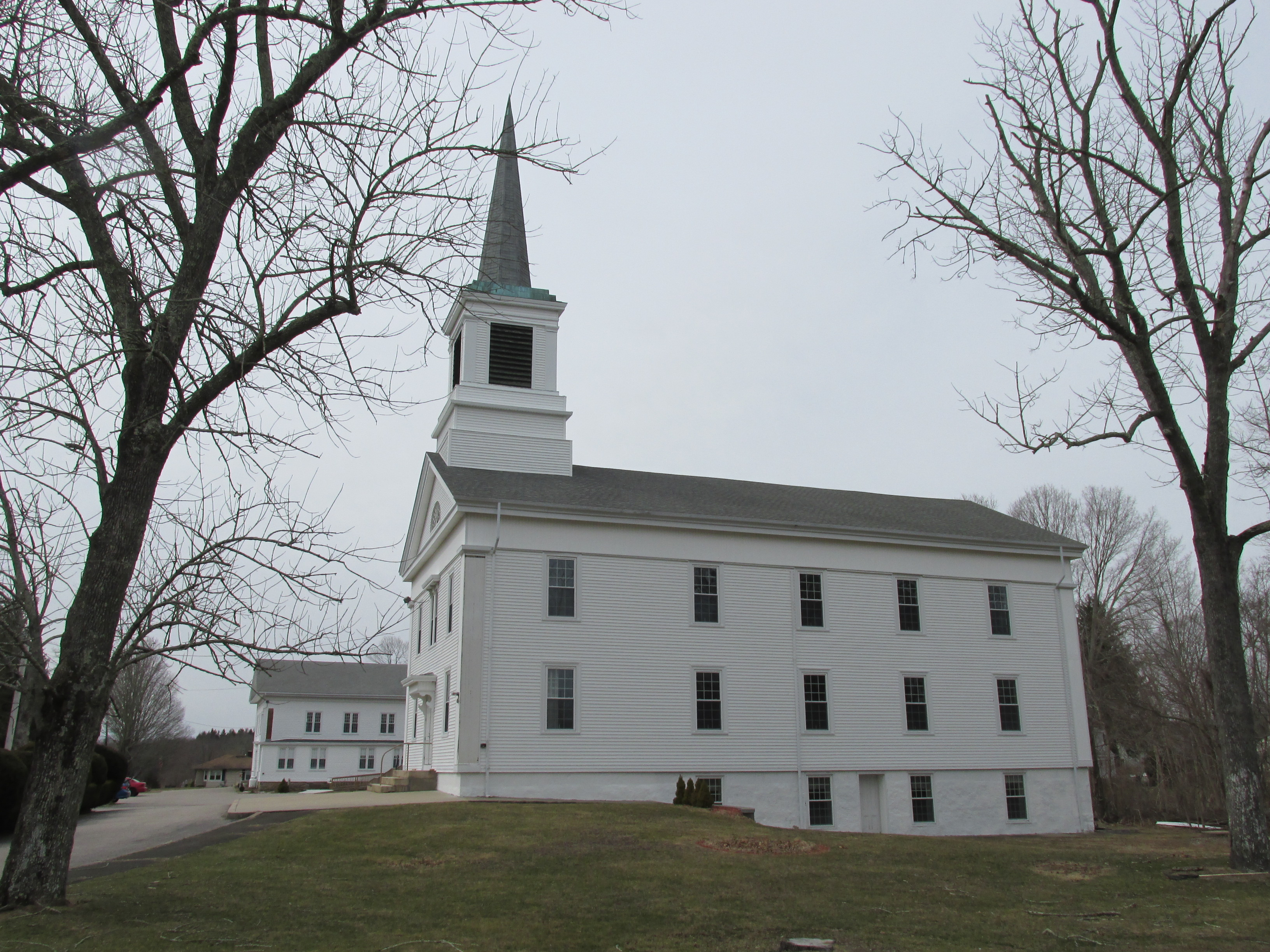

Hopkinton är en kommun (town) i Washington County i delkommunen Rhode Island, USA med cirka 7 836 invånare (2000). Den har enligt United States Census Bureau en area på 114,3 km².